# 1929년 전국동계체육대회 스피드스케이팅 일반부 남자 1500m
1929년 전국동계체육대회 스피드스케이팅 일반부 남자 1500m는 일제강점기 조선 경성부에서 개최된 1929년 전국동계체육대회 스피드스케이팅의 세부 종목이다.

## 경기 결과
5개 조로 나뉘어 경기가 진행되었고, 전체 기록 결과에 따라 최종 순위가 결정되었다.
| 순위 | 조 | 선수   | 소속 | 기록   | 비고 |
| ---- | -- | ------ | ---- | ------ | ---- |
| 1    | E  | 최재은 | 백구 | 3:15.0 |      |
| 2    | E  | 박응근 | 의전 | 3:16.0 |      |
| 3    | E  | 김석우 | 배재 | 3:32.0 |      |
| 4    | D  | 문병기 | 휘문 | 3:35.0 |      |
| 5    | C  | 윤정현 | 휘문 | 3:38.0 |      |
| 6    | C  | 서삼용 | 배재 | 3:38.0 |      |
| 7    | B  | 엄점득 | 배재 | 3:39.4 |      |
| 8    | A  | 장기경 | 휘문 | 3:40.0 |      |
| 9    | B  | 조점용 | 배재 | 3:40.0 |      |
| 10   | B  | 조상국 | 양정 | 3:43.0 |      |
| 11   | C  | 이약회 | 배재 | 3:43.6 |      |
| 12   | A  | 편사학 | 일고 | 3:46.6 |      |
| 13   | D  | 홍봉식 | 경농 | 3:53.4 |      |
| 14   | D  | 이부귀 | 전교 | 4:04.0 |      |

## 참고 문헌
- 대한체육회 (1990). 《대한체육회 70년사》.
- 대한체육회 (2011). 《대한체육회 90년사》.
- “제10회 전국동계체육대회 스피드스케이팅 일반부 남자 1500m 결승 경기 결과”. 대한체육회.[깨진 링크(과거 내용 찾기)]